# Kaluđerica (Bośnia i Hercegowina)
Kaluđerica (cyr. Калуђерица) – wieś w Bośni i Hercegowinie, w Republice Serbskiej, w gminie Petrovo. W 2013 roku liczyła 93 mieszkańców.